# زدراوتس (استان خاسکوو)
زدراوتس (به بلغاری: Zdravets) یک منطقهٔ مسکونی در بلغارستان است که در شهرستان دیمیترووگراد واقع شده‌است.